# Joan II de Castella

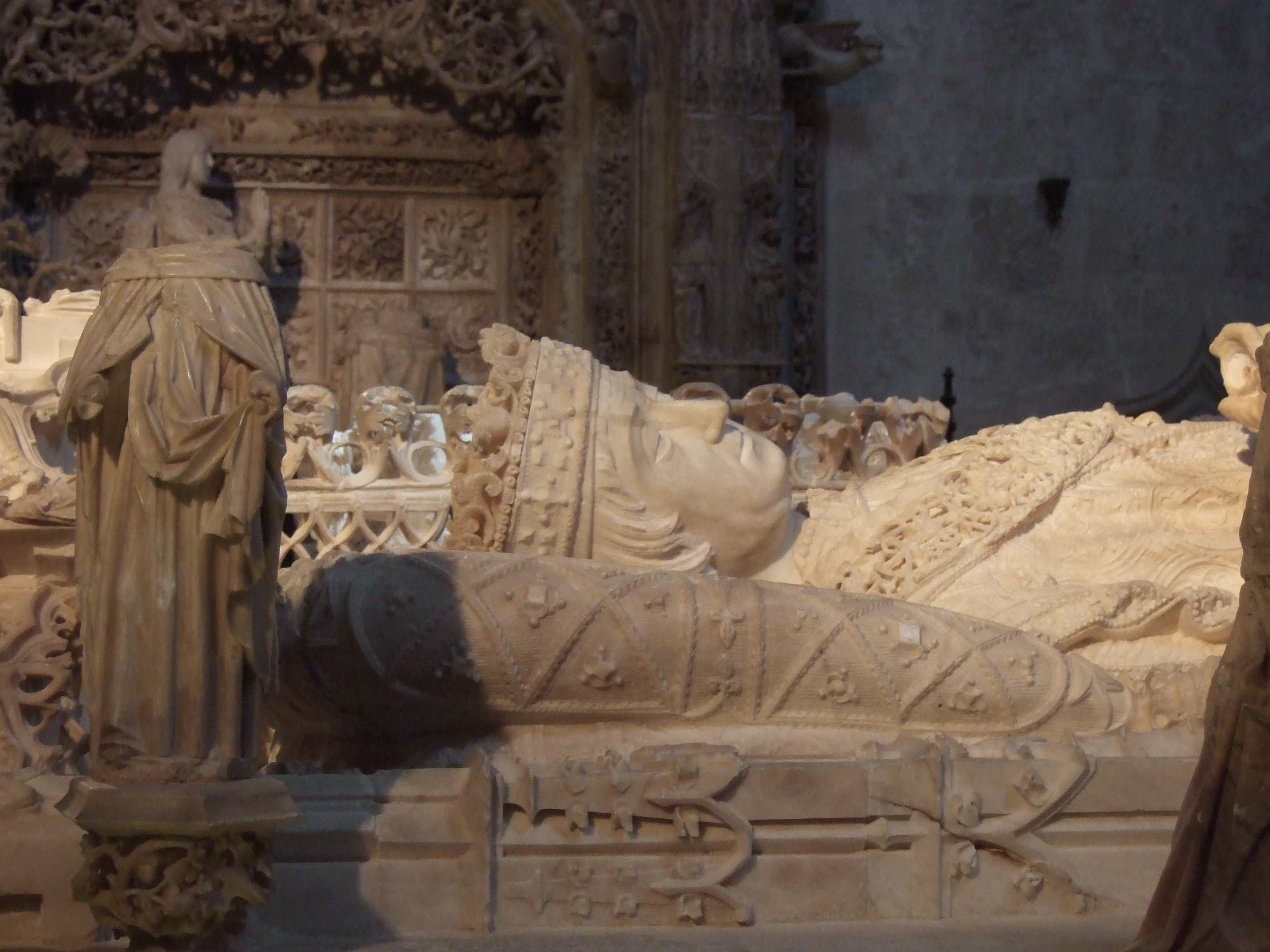
Sepulcre de Joan II esculpit per Gil de Siloé a la Cartoixa de Miraflores, Burgos).

Joan II de Castella (Toro, 1405 - Valladolid, 20 de juliol de 1454) fou príncep d'Astúries (1405-1406) i rei de Castella (1406-1454).

## Orígens familiars
Fill petit d'Enric III de Castella i Caterina de Lancaster, va néixer a la ciutat de Toro el 6 de març de 1405, moment en el qual fou designat príncep d'Astúries.

## Ascens al tron i regències
Ascendí al tron de Castella el 1406 quan comptava amb un any d'edat si bé va tenir la regència fins al 1416 de la seva mare i del seu oncle Ferran d'Antequera.
Durant la regència de la seva mare i el seu oncle es va reprendre la guerra intermitent contra el Regne de Granada, amb ofensives els anys 1410 i 1411. El 1410 es va produir un apropament vers el Regne d'Anglaterra així com amb el Regne de Portugal el 1411.
El 1412 el seu oncle Ferran d'Antequera fou nomenat, mitjançant el Compromís de Casp, rei d'Aragó, per la qual cosa deixà Castella. En lloc seu va deixar diversos lloctinents, així com els infants d'Aragó, fills seus. El 1418 decidí recloure la seva mare en un castell prop de Valladolid, on morí aquell mateix any.
Seguint una petició del seu pare va fundar la cartoixa de Miraflores el 1442 al qual va fer moltes donacions, entre les quals destaca el retaule de Miraflores de Rogier van der Weyden.

## La Guerra dels Infants d'Aragó
Els infants d'Aragó, hereus dels béns dels seus pares Ferran d'Antequera i Elionor d'Alburquerque a Castella, intentaren d'exercir el poder al regne de Castella, aprofitant-se del dèbil caràcter del rei i cosí seu, Joan II de Castella, qui desconfiant del seu entorn familiar, tenia a Álvaro de Luna y Jarana, com a privat seu. El 1420, l'infant Enric d'Aragó protagonitzà un cop d'estat a Tordesillas, però fracassà per desavinences amb el seu germà Joan II d'Aragó. Enric és empresonat el 1422 i alliberat el 1426, davant l'amenaça de guerra amb la Corona d'Aragó. El 1427 els infants amb el suport del partit nobiliari aconsegueixen derrocar Álvaro de Luna, però el desgovern posterior permet el retorn d'aquest el 1429.
El març de 1429 Alfons el Magnànim i el seu germà Joan es van trobar a Tudela i l'exèrcit aragonès va envair Castella, avançant per Ariza fins a Sigüenza i Hita. Van seguir combats a la zona fronterera entre el Regne de Castella i el Regne d'Aragó, fins que el mateix 1429 les Corts de Tortosa deneguen el suport econòmic al rei, i amb la mediació de la reina Maria de Castella i del cardenal Pere de Foix el Vell es signà la pau amb el tractat de Majano, el 16 de juliol de 1430, si bé a Enric li foren confiscats els seus béns de Castella i els infants continuaren la revolta fins que l'infant Pere és empresonat. Després de la rendició dels germans, foren expulsats de Castella (1432).
El 1438, mort ja l'infant Pere, es produí una revolta nobiliària i els infants Joan i Enric s'hi uneixen en aliança, també, amb l'hereu de Castella, Enric IV de Castella, i la reina Maria. Aparten a Álvaro de Luna i passen a ostentar el poder fins que el 1444 perden el suport del príncep Enric i tornen a ser derrotats per Álvaro de Luna. La posterior derrota a la batalla d'Olmedo el 1445, va suposar la seva renúncia definitiva i la marxa cap a Aragó, on Enric moriria per les ferides rebudes.

## Núpcies i descendents
El 4 d'agost de 1420 es casà a la catedral d'Àvila amb la seva cosina germana Maria d'Aragó, filla de Ferran d'Antequera. D'aquest matrimoni van tenir:
- la infanta Caterina de Castella (1422-1424)
- la infanta Elionor de Castella (1423-1425)
- l'infant Enric IV de Castella (1425-1474), rei de Castella
- la infanta Maria de Castella (1428-1429)

A la mort de Maria d'Aragó el 1445 Joan II es tornà a casar el 17 d'agost de 1447 al Madrigal de las Altas Torres amb Isabel de Portugal, neta de Joan I de Portugal. D'aquest matrimoni nasqueren:
- l'infant Alfons de Castella (1453-1468), príncep d'Astúries
- la infanta Isabel de Castella (1451-1504), reina de Castella

Joan II va morir a Valladolid el 20 de juliol de 1454, sent succeït pel seu fill Enric IV de Castella.